# Lábán Antal
Lábán Antal, Laban Antal Gottfried János (Budapest, 1884. december 2. – Budapest, 1937. november 24.) irodalomtörténész, kritikus, a bécsi Collegium Hungaricum önálló igazgatója.

## Élete
Laban Károly és Ludwig Terézia fia. A budapesti Piarista Gimnáziumban érettségizett. Egyetemi tanulmányokat a budapesti, marburgi és a heidelbergi egyetemeken folytatott. Budapesten, 1908-ban bölcsészdoktori diplomát szerzett. Részt vett katonaként az első világháborúban, hiszen 1914-ben bevonultatták, majd a szerb harctérről 1918-ban betegen térhetett vissza munkájához.
1909 és 1923 közt a bécsi Theresianum magyar nyelv és irodalom tanszékének professzora, ezután a bécsi Collegium Hungaricum szervezője és igazgatója volt. Ebben a tisztségben sok fiatal magyar írónak és költőnek, köztük József Attilának is támogatást tudott nyújtani. Neki tanítványokat szerzett, hiszen Hajdu Zoltánnak, az Angol-Osztrák Bank vezérigazgatójának fiait a segítsége révén taníthatta.
A bécsi egyetemen magyar irodalmat is tanított. Rendszeresen publikált magyar és német vonatkozású irodalmi cikkeket, kritikákat, tanulmányokat a Budapesti Szemlében, a Pester Lloydban és több más külföldi lapban. Különösen értékesek a bécsi titkos levéltárban a császári ház magyarországi besúgóinak jelentéseire vonatkozó írásai.

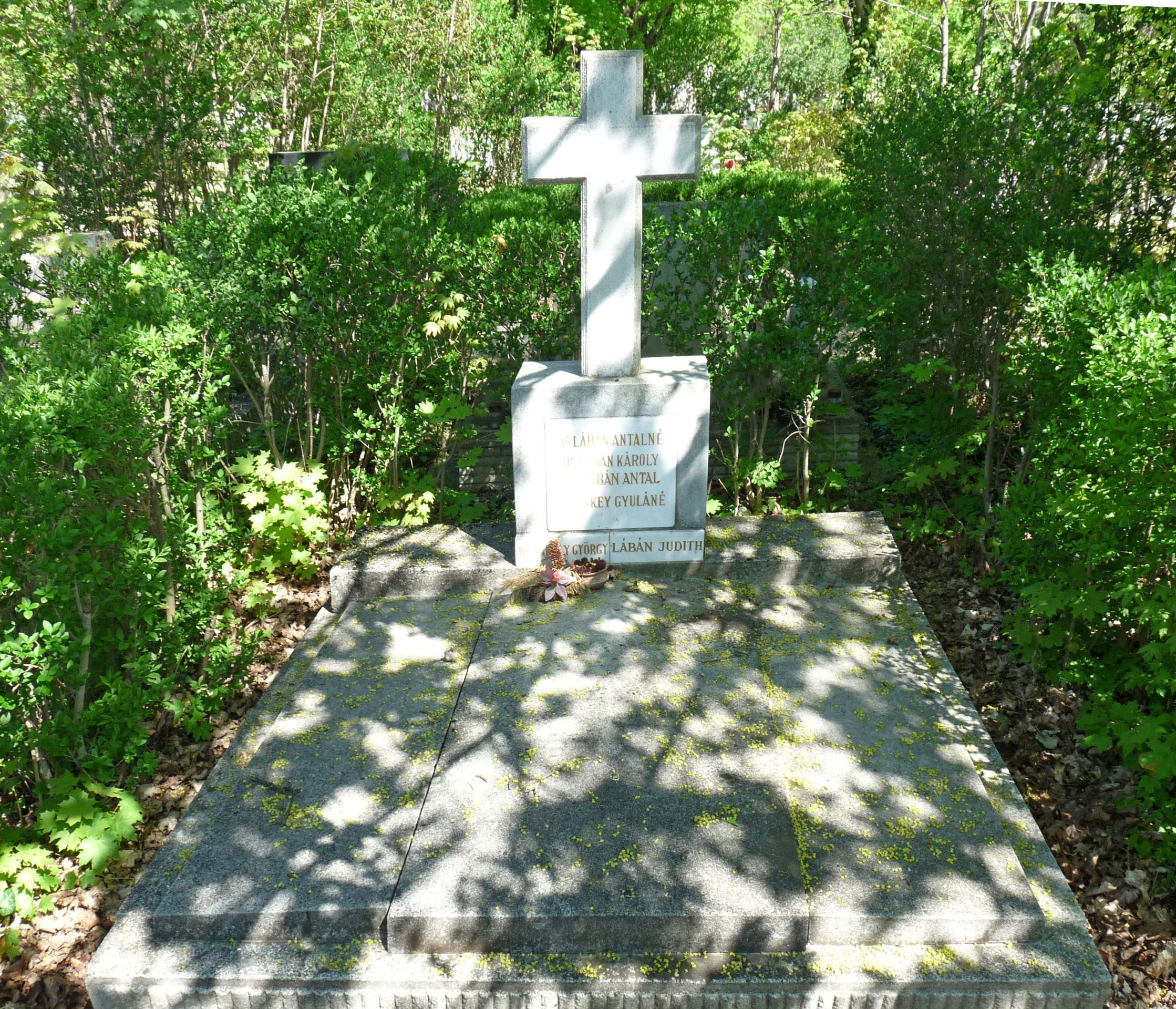
Sírja az Óbudai temetőben

Halálát agyvérzés okozta.

## Családja
Felesége Berinkei Ilona Anna Mária (1887–1972) volt, akivel 1908. október 24-én Budapesten, a Ferencvárosban kötött házasságot.
Gyermekei
- Lábán Károly Gyula Antal József (1910–1943) államvasúti titkár
- Lábán Judit Erzsébet Mária Anna (1913–?), férjezett Várdai (Wohl) Györgyné

## Művei
- Ungarische Sprachlehre (Bécs, 1920)
- Ungarn und seiner Dichtung (Bécs, 1923)
- Magyar regék. Antológia. Vál., Szerkesztette Keresztury Kálmánnal. (Berlin, 1927)
- A bécsi Collegium Hungaricum (Királyi Magyar Egyetemi Nyomda, Budapest, 1928)[10]